# Gonomyia sublustralis
Gonomyia sublustralis är en tvåvingeart som beskrevs av Alexander 1967. Gonomyia sublustralis ingår i släktet Gonomyia och familjen småharkrankar.
Artens utbredningsområde är Peru. Inga underarter finns listade i Catalogue of Life.